# Michał Stanisław Zakrzewski
Michał Stanisław Zakrzewski herbu Pomian (zm. przed 3 stycznia 1717 roku) – kasztelan kruszwicki od 1713 roku, sędzia brzeskokujawski w latach 1694-1713, podsędek brzeskokujawski w latach 1686-1694, pisarz brzeskokujawski w latach 1681-1686.
Był elektorem Augusta II Mocnego z województwa brzeskokujawskiego w 1697 roku.